# كيت غوردون مور
كيت غوردون مور (بالإنجليزية: Kate Gordon Moore)‏ هي عالمة نفس أمريكية، ولدت في 18 فبراير 1878 في أوشكوش في الولايات المتحدة، وتوفيت في 4 أكتوبر 1963.